# 500 Keys
500 keys é o vigésimo primeiro episódio da vigésima segunda temporada do seriado de animação de comédia de situação The Simpsons. Foi exibido originalmente nos Estados Unidos em 15 de maio de 2011 e, no Brasil, através da Rede Globo, foi exibido em 8 de setembro de 2012.

## Enredo
Quando os Simpsons descobrem uma coleção de chaves para cada porta de Springfield, Lisa se depara com uma sala de aula misteriosa escondida debaixo da Escola Primária de Springfield. Quando ela compartilha sua descoberta com o Diretor Skinner, a sala secreta, desaparece misteriosamente e ele a toma a única chave. Então Lisa determinou usar suas habilidades de detetive para levá-la de volta para a sala para resolver o mistério da velha escola.

## Audiência
Em sua exibição original nos Estados Unidos o episódio teve uma audiência de 6 milhões de agregados familiares.